# Kenneth Omeruo
Kenneth Josiah Omeruo (Estado de Abia, 17 de octubre de 1993) es un futbolista nigeriano. Juega como defensa en el CFR Cluj de la Liga I.
Su hermano menor Lucky también es futbolista.

## Trayectoria

### Leganés
Con dos mundiales jugados y tan solo 24 años, Omeruo llegó a préstamo al Club Deportivo Leganés para disputar la temporada 2018-19 de la Primera División de España. Desde entonces, se ha afianzado como uno de los centrales titulares del equipo pepinero.[cita requerida]

## Selección nacional
Ha sido internacional con la selección de fútbol de Nigeria en 69 ocasiones y ha convertido un gol.

### Participaciones en Copas del Mundo
| Mundial                               | Sede     | Resultado        | Partidos | Goles |
| ------------------------------------- | -------- | ---------------- | -------- | ----- |
| Copa Mundial de Fútbol Sub-17 de 2009 | Nigeria  | Subcampeón       | 7        | 1     |
| Copa Mundial de Fútbol Sub-20 de 2011 | Colombia | Cuartos de final | 5        | 0     |
| Copa Mundial de Fútbol de 2014        | Brasil   | Octavos de final | 4        | 0     |
| Copa Mundial de Fútbol de 2018        | Rusia    | Fase de grupos   | 2        | 0     |

### Participaciones en Copas Confederaciones
| Copa                           | Sede   | Resultado      | Partidos | Goles |
| ------------------------------ | ------ | -------------- | -------- | ----- |
| Copa FIFA Confederaciones 2013 | Brasil | Fase de grupos | 3        | 0     |

### Participaciones en Copas Africanas
| Copa                           | Sede            | Resultado        | Partidos | Goles |
| ------------------------------ | --------------- | ---------------- | -------- | ----- |
| Copa Africana de Naciones 2013 | Sudáfrica       | Campeón          | 6        | 0     |
| Copa Africana de Naciones 2019 | Egipto          | Tercer lugar     | 6        | 1     |
| Copa Africana de Naciones 2021 | Camerún         | Octavos de final | 3        | 0     |
| Copa Africana de Naciones 2023 | Costa de Marfil | Subcampeón       | 5        | 0     |

## Clubes
| Club                           | País         | Año       |
| ------------------------------ | ------------ | --------- |
| Chelsea F. C.                  | Inglaterra   | 2012-2019 |
| → ADO La Haya (cedido)         | Países Bajos | 2012-2013 |
| → Middlesbrough F. C. (cedido) | Inglaterra   | 2014-2015 |
| → Kasımpaşa S. K. (cedido)     | Turquía      | 2015-2016 |
| → Alanyaspor (cedido)          | Turquía      | 2016-2017 |
| → Kasımpaşa S. K. (cedido)     | Turquía      | 2017-2018 |
| → C. D. Leganés (cedido)       | España       | 2018-2019 |
| C. D. Leganés                  | España       | 2019-2023 |
| Kasımpaşa S. K.                | Turquía      | 2023-2025 |
| CFR Cluj                       | Rumania      | 2025-     |

## Palmarés

### Campeonatos nacionales
| Título                          | Club                 | País       | Año  |
| ------------------------------- | -------------------- | ---------- | ---- |
| Professional Development League | Chelsea F. C. sub-21 | Inglaterra | 2014 |

### Copas internacionales
| Título                    | Selección | Sede      | Año  |
| ------------------------- | --------- | --------- | ---- |
| Copa Africana de Naciones | Nigeria   | Sudáfrica | 2013 |